# 富士塚古墳 (江南市)
富士塚古墳（ふじづかこふん）は愛知県江南市にある古墳。小折古墳群のひとつ。

## 概要
五条川右岸の自然堤防上に位置しており、直径約30メートル、高さ約6.5メートルの墳丘が現存。現存する墳丘は2段築成の下段南側に平坦部が突出しており、造り出しの付いた円墳と考えられている。また、墳丘を残存する後円部とする前方後円墳との説もある。
なお、墳丘上段は方形状だが後述する石碑の設置などもあって大きく改変されている可能性が高い。古墳そのものについて正式な発掘調査は行われておらず、周濠も確認されていないが、古墳周辺は畑として開墾されており、その際に複数の遺物が検出されている（後述）。

### 富士塚の碑
天正12年（1548年）の小牧・長久手の戦いの際に徳川家康が織田信雄と共にこの富士塚に登って秀吉軍の陣形を見渡したと伝えられている。
墳丘の頂には天和2年（1682年）に生駒利勝が築いた生駒氏の由緒や武功を記した石碑が置かれている。碑詞は林信篤に依頼したもので、六角柱の石碑を亀型の台石の上に建てたことからこの塚は「お亀塚」とも呼ばれ、『尾張名所図会』にも描かれた。なお、この石碑は江南市指定文化財となっている。

## 出土品
前述した様に古墳本体の正式な発掘調査が行なわれたことはない。現地案内板では「前方部を畑地にする際に埴輪・須恵器・土師器の出土があった」としているが、ここでは古墳の東側の「富士塚遺跡」と西側の「天王山遺跡」からの出土品について記述する。カッコ内は調査年度である。
富士塚遺跡（1970年）
- 須恵器
  - 坏
  - 高坏
  - 甕
  - 鉢
  - 壷

天王山遺跡（1957年）
- 円筒埴輪
- 形象埴輪
- 甕
- 陶塔

円筒埴輪については外面に回転ヨコハケ、底部にヘラケズリ技法が施されるなど、尾張型埴輪の特徴を有する。